# Kosovo durante a Segunda Guerra Mundial

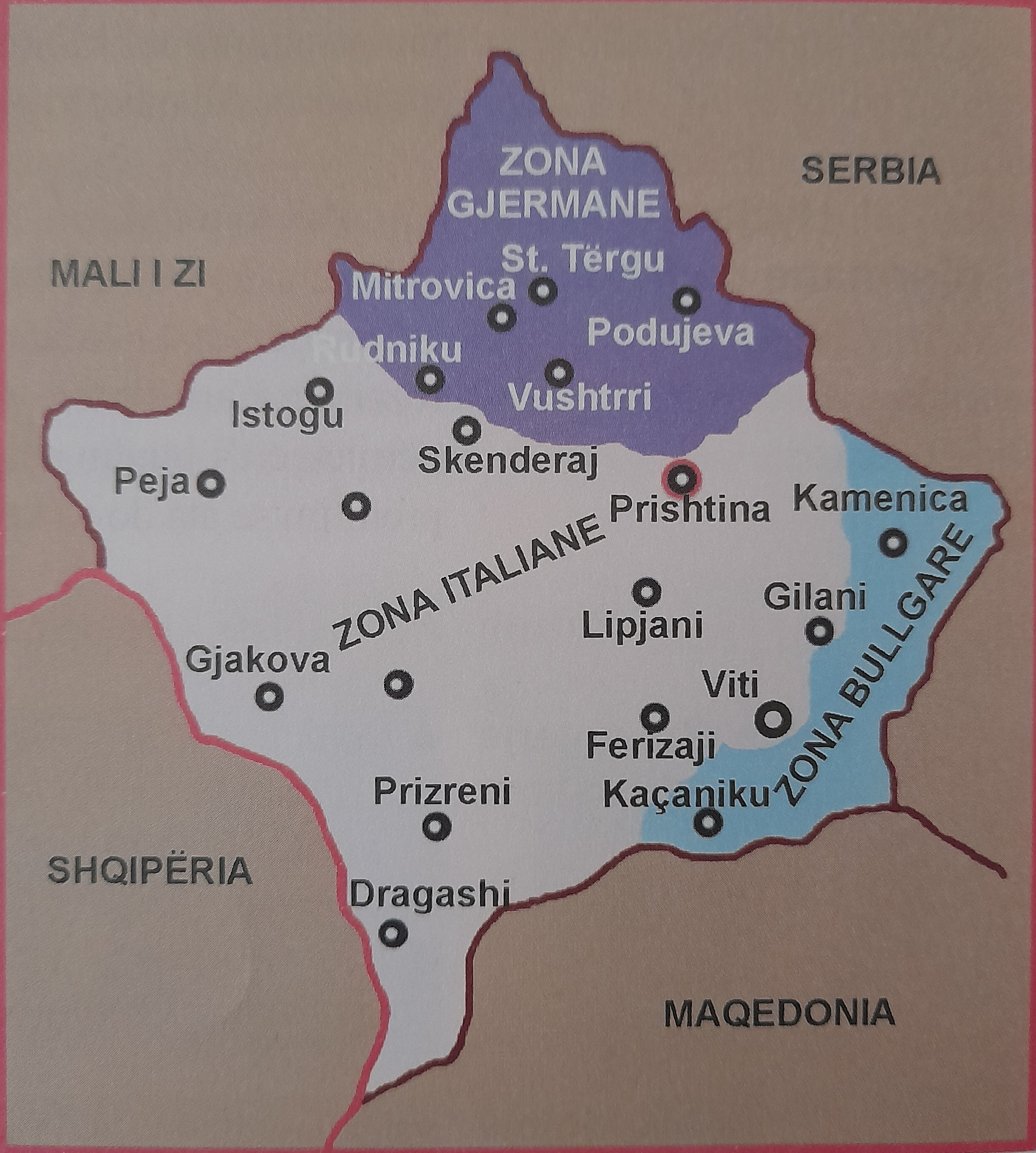
Mapa do Kosovo durante a Segunda Guerra Mundial. O Kosovo foi dividido em três zonas profissionais: italiana, alemã e búlgara

O Kosovo durante a Segunda Guerra Mundial viveu um período muito dramático, porque diferentes correntes se chocaram, trazendo tensões constantes no seu interior. Durante a Segunda Guerra Mundial, a região do Kosovo foi dividida em três zonas ocupacionais: italiana, alemã e búlgara. Partidários da Albânia e daIugoslávia lideraram a luta pela independência do Kosovo do invasor e dos seus aliados.  Durante a ocupação pelas potências do Eixo, colaboradores búlgaros e albaneses mataram milhares de sérvios e montenegrinos do Kosovo. Dezenas de milhares também foram expulsos ou colocados em campos de concentração.

## Visão geral
A Iugoslávia foi conquistada pelo Eixo em abril de 1941 e dividida principalmente entre a Itália e a Alemanha. O Kosovo foi incluído principalmente na área controlada pela Itália e uniu-se à Albânia fascista entre 1941 e 1943.
Após a invasão da Iugoslávia pelo Eixo em 1941, a maior parte do Kosovo foi atribuída à Albânia controlada pela Itália, sendo o restante controlado pela Alemanha e pela Bulgária. Seguiu-se um conflito tridimensional, envolvendo afiliações interétnicas, ideológicas e internacionais. 

### Perseguição de Sérvios e Montenegrinos
Mustafa Kruja, o então primeiro-ministro da Albânia, esteve no Kosovo em Junho de 1942 e, numa reunião com os líderes albaneses do Kosovo, disse: "Devem ser feitos esforços para livrar-se da população sérvia no Kosovo e em Metohija o mais rapidamente possível... Todos os sérvios indígenas deveriam ser declarados colonos e, com a ajuda dos governos da Albânia e da Itália, deveriam ser enviados para campos de concentração na Albânia. Os colonos sérvios deveriam ser mortos."  Estima-se que aproximadamente 10.000 sérvios foram massacrados no Kosovo durante a guerra. Cerca de 70.000 a 100.000 sérvios e montenegrinos foram deportados ou enviados para campos de concentração durante a guerra e 72.000 albaneses instalaram-se no Kosovo vindos da Albânia.  Nos julgamentos de Nuremberga, foi estabelecido que os SS Skanderbeg cometeram crimes contra a humanidade no Kosovo contra as etnias sérvias, judeus e ciganos. 

### Destino do Kosovo
Durante a véspera de Ano Novo entre 1943 e 1944, partidários albaneses e iugoslavos reuniram-se na cidade de Bujan, perto de Kukës, no norte da Albânia, onde realizaram uma conferência na qual discutiram o destino do Kosovo após a guerra. Tanto os comunistas albaneses como os iugoslavas assinaram o acordo, segundo o qual o Kosovo teria o direito de decidir democraticamente se quer permanecer na Albânia ou tornar-se parte da Sérvia. Isto foi visto como a solução marxista para o Kosovo. O acordo não foi respeitado pela Iugoslávia, pois Tito sabia que a Sérvia não o aceitaria.  Alguns albaneses, especialmente na região e em torno de Drenica, no centro do Kosovo, revoltaram-se contra os comunistas jugoslavos por não respeitarem o acordo. Em resposta, os iugoslavos chamaram os rebeldes de colaboradores nazistas e fascistas e responderam com violência. O líder militar kosovar albanês Shaban Polluzha, que primeiro lutou com os guerrilheiros iugoslavos, mas depois se recusou a colaborar mais, foi atacado e morto.  Entre 400 e 2.000 recrutas albaneses kosovares do exército iugoslavo foram baleados em Bar. 
Após a rendição do Reino da Itália em Setembro de 1943, as forças alemãs assumiram o controlo direto da região. Em Setembro de 1944, a União Soviética declarou guerra à Bulgária e ocupou parte do país. Um golpe de estado em 9 de setembro levou a Bulgária a aderir aos soviéticos. Como resultado, no início de outubro, três exércitos búlgaros, consistindo de cerca de 340.000 homens,  juntamente com o Exército Vermelho entraram na Iugoslávia ocupada e moveram-se de Sófia para Niš, Skopje e Pristina para bloquear a retirada das forças alemãs da Grécia.   Os búlgaros operaram em conjunto com os partidários comunistas iugoslavos e albaneses.  O Kosovo foi libertado no final de Novembro.  Tornou-se uma província da Sérvia dentro da Iugoslávia Federal Democrática. Os albaneses do Kosovo, aos quais foi prometida autodeterminação se se juntassem aos guerrilheiros, rebelaram-se e a lei marcial foi declarada. Demorou cerca de seis meses para a área ser pacificada depois de cerca de 20.000 albaneses sob o comando de Shaban Polluza terem resistido à integração do Kosovo na Iugoslávia. 